# Xuancheng

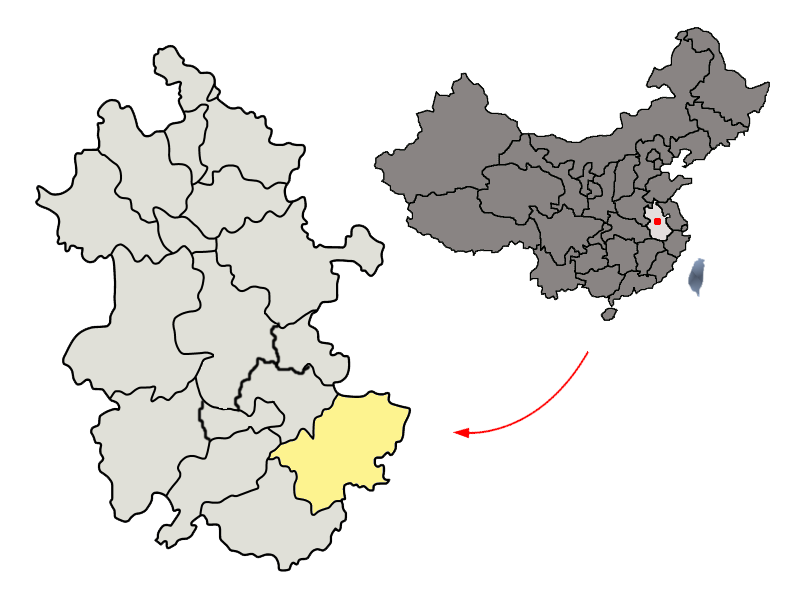
Lage der bezirksfreien Stadt Xuancheng (gelb) in der Provinz Anhui

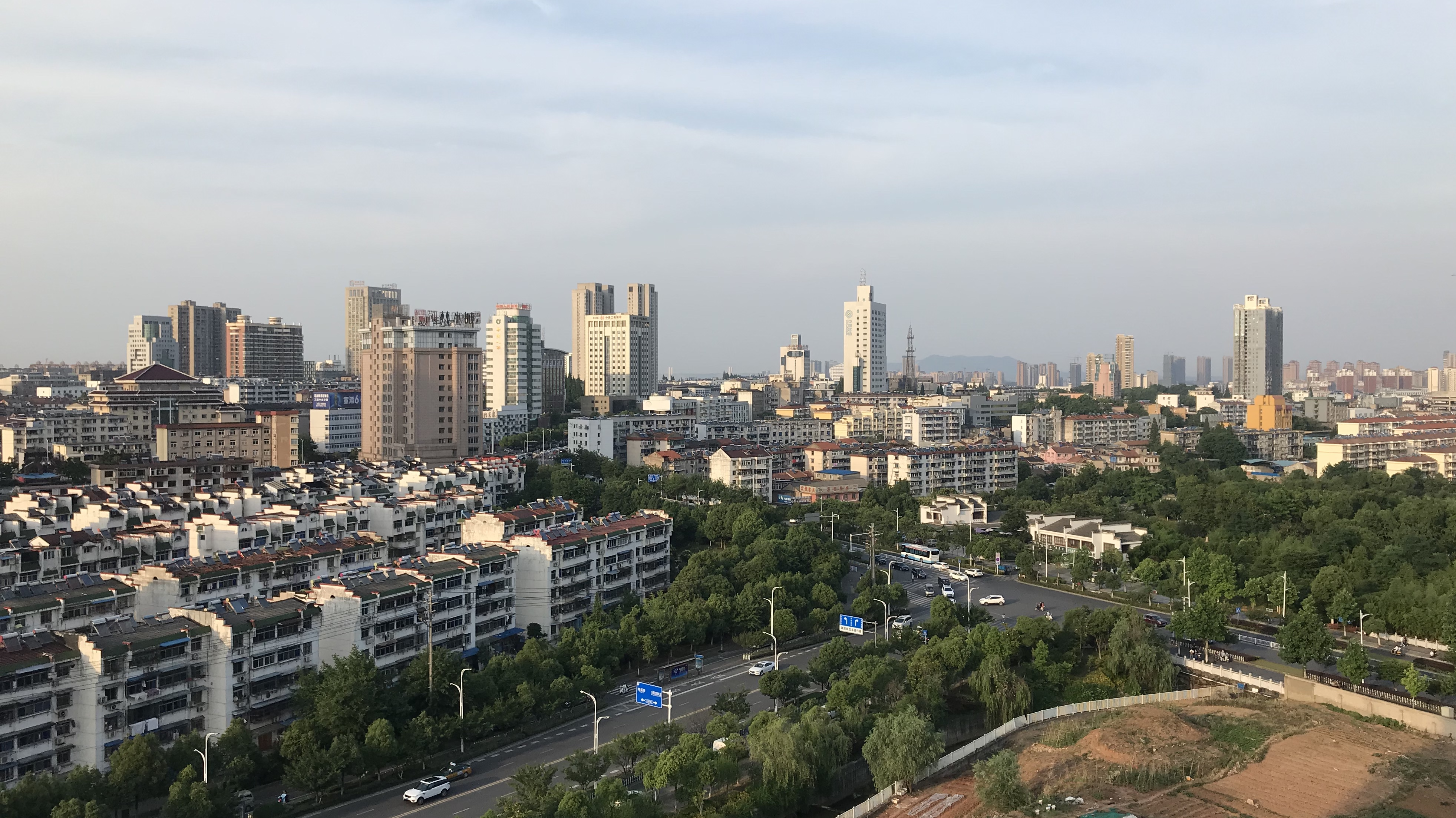
Blick über Xuancheng

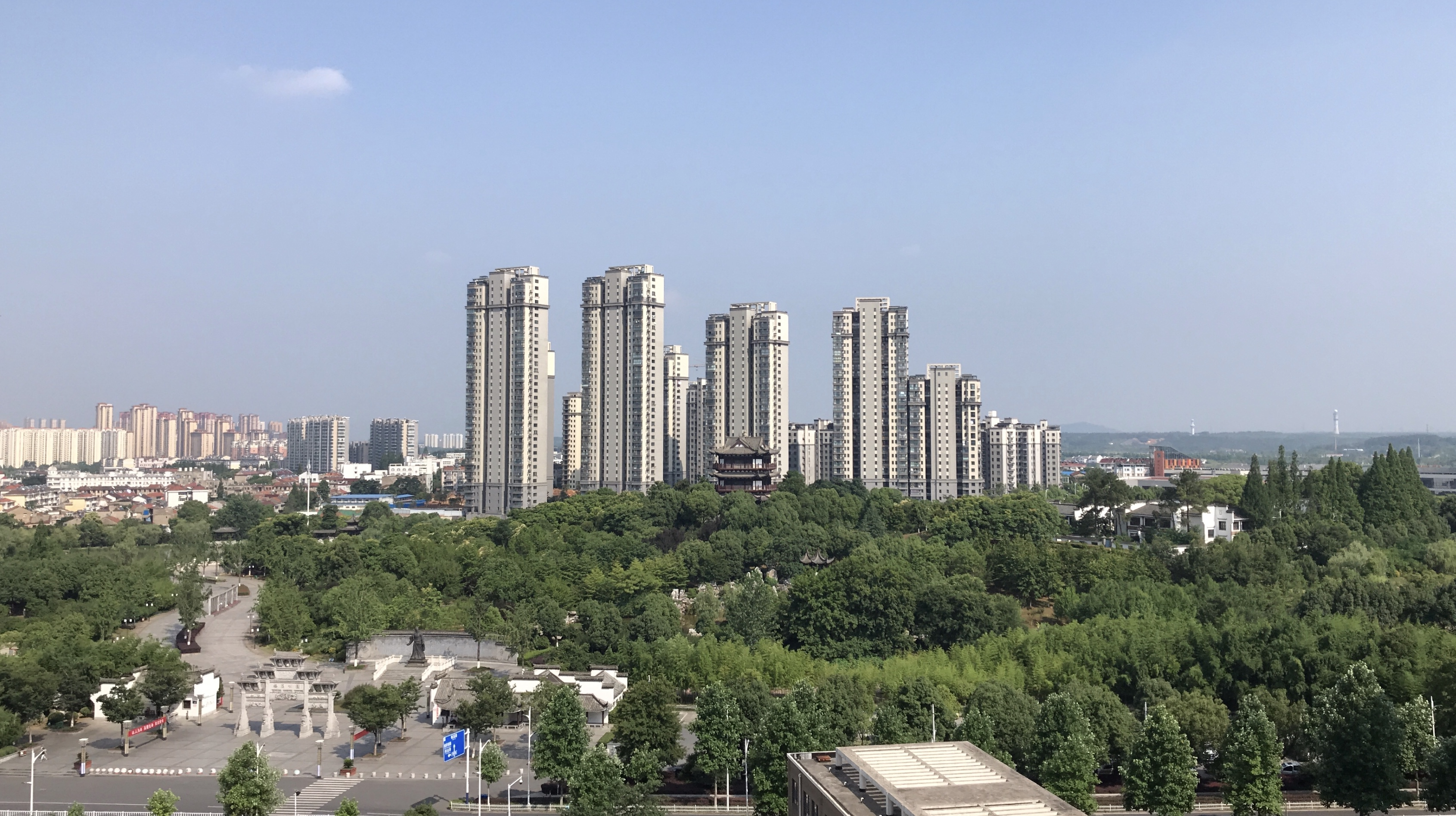
Der Meixi-Park in Xuancheng

Xuancheng (chinesisch 宣城市, Pinyin Xuānchéng Shì) ist eine bezirksfreie Stadt im Südosten der chinesischen Provinz Anhui. Xuancheng hat eine Fläche von 12.313 km² und 2.648.300 Einwohner (Stand: Ende 2018). In dem eigentlichen städtischen Siedlungsgebiet leben 315.058 Personen (Zensus 2010). Xuancheng wird von den bezirksfreien Städten Huangshan im Südwesten, Chizhou im Westen und Wuhu im Nordwesten, sowie von den Provinzen Zhejiang und Jiangsu im Osten begrenzt.
Die auf ihrem Gebiet gelegenen Doppelpagoden des Guangjiao-Tempels (广教寺双塔, Guǎngjiāo sì shuāng tǎ) und die Chenshan-Stätte (陈山遗址, Chénshan yízhǐ) stehen auf der Liste der Denkmäler der Volksrepublik China.

## Administrative Gliederung
Auf Kreisebene setzt sich die bezirksfreie Stadt Xuancheng aus einem Stadtbezirk, zwei kreisfreien Städten und vier Kreisen zusammen. Diese sind:
- Stadtbezirk Xuanzhou – 宣州区 Xuānzhōu Qū;
- Stadt Ningguo – 宁国市 Níngguó Shì;
- Stadt Guangde – 广德市 Guǎngdé Shì;
- Kreis Langxi – 郎溪县 Lángxī Xiàn;
- Kreis Jing – 泾县 Jīng Xiàn;
- Kreis Jingde – 旌德县 Jīngdé Xiàn;
- Kreis Jixi – 绩溪县 Jìxī Xiàn.

## Töchter und Söhne der Stadt
- Lü Bicheng 呂碧城 / 吕碧城 (1883–1943) Schriftstellerin, Pädagogin, Feministin und Tierschützerin
- Ren Xinmin 任新民 (1915–2017) Raumfahrtingenieur